# Peghera
Peghera è una frazione del comune di Taleggio che si trova nella omonima valle.
Conserva all'interno dei suoi confini la chiesa Parrocchiale di San Giacomo Maggiore che al cui interno è presente la Pala di San Giacomo, dipinta nel 1515 da Jacopo Palma il Vecchio.

## Geografia fisica

### Territorio
Il territorio di Peghera si sviluppa lungo il versante meridionale e soleggiato della Val Taleggio. È circondato a ovest dalla Val Brembilla, a nord dal torrente Enna, a sud dalla Forcella di Bura e infine a est dai Canti.
Peghera confina a nord con Olda, a sud con ila frazione di Gerosa, ad ovest con la contrada di Bura ed infine a est con il territorio comunale di Vedeseta
La frazione è collegata alla Strada Provinciale 25 che sale dagli Orridi di Taleggio e parte da San Giovanni Bianco.
Peghera dista 48 chilometri verso nord da Bergamo e 90 chilometri verso nord-est da Milano.

### Clima
Il clima è variabile e cambia in base al variare delle stagioni. Gli inverni sono generalmente freddi e umidi mentre le estati miti e soleggiate. Il mese più caldo è quello di luglio dove si possono raggiungere picchi di 25 gradi. Maggio risulta essere il mese più piovoso dell'anno caratterizzato da fenomeni temporaleschi di media intensità per brevi periodi di tempo.
| Mese               | Mesi | Mesi | Mesi | Mesi | Mesi | Mesi | Mesi | Mesi | Mesi | Mesi | Mesi | Mesi | Stagioni | Stagioni | Stagioni | Stagioni | Anno |
| Mese               | Gen  | Feb  | Mar  | Apr  | Mag  | Giu  | Lug  | Ago  | Set  | Ott  | Nov  | Dic  | Inv      | Pri      | Est      | Aut      | Anno |
| ------------------ | ---- | ---- | ---- | ---- | ---- | ---- | ---- | ---- | ---- | ---- | ---- | ---- | -------- | -------- | -------- | -------- | ---- |
| T. max. media (°C) | 3    | 5    | 9    | 13   | 18   | 22   | 25   | 24   | 19   | 13   | 7    | 3    | 3,7      | 13,3     | 23,7     | 13       | 13,4 |
| T. min. media (°C) | −5   | −4   | 0    | 3    | 7    | 11   | 14   | 13   | 10   | 5    | 0    | −4   | −4,3     | 3,3      | 12,7     | 5        | 4,2  |

## Origini del nome
Sebbene non si possa escludere una possibile origine dal latino picaría, che significa "fabbrica di pece", sembra più plausibile collegarlo al termine dialettale peghéra. Questo vocabolo, documentato da Antonio Tiraboschi come tipico della Valle Brembana, indica un "bosco di pezzi". Il toponimo deriverebbe quindi dalla presenza di una pineta (picea, "pino selvatico"). Un'origine simile si trova nel nome del monte Pegherolo, situato nei pressi di Piazzatorre

## Storia
Durante l'età carolingia il territorio era sotto il possesso del Vescovo di Milano e più tardi l'arcivescovo Roberto Visconti cedette in feudo Peghera e tutta la Val Taleggio a Bernabò e Galeazzo Visoconti.
Nel 1010 venne fondata la prima comunità cattolica in Valle Taleggio a Pizzino sotto giurisdizione del prevosto plebano della chiesa battesimale di San Pietro in Primaluna. Fino al 1494 rimase l'unica parrocchia presente in Valle. In seguito si scisse nelle odierne quattro comunità parrocchiali tra cui quella di Olda, Sottochiesa e Peghera.
Agli inizi del 1400 la Repubblica di Venezia ingloba Peghera secondo le divisioni tra le famiglie locali. Assieme alla Serenissima vengono accorpate Pizzino, Sottochiesa e Olda. Numerosi furono gli accordi siglati tra i Visconti e la Repubblica di San Marco, tuttavia nel 1438, l'antico castello di Pizzino venne assediato dai ducali. Con la pace di Lodi del 1454 vengono confermati i confini fino all'arrivo dei Napoleonici nel nord Italia.
Nel breve periodo all'inizio dell'era napoleonica, in ottemperanza al Decreto sull'amministrazione pubblica e sul comparto territoriale del Regno promulgato l'8 giugno 1805, la Val Taleggio venne unificata sotto un'unica guida amministrativa. Tuttavia questa unione non durò a lungo, infatti dal 1816 vengono riacquistate le rispettive autonomie territoriali. Durante questo periodo nasce il fenomeno dei Bergamini: allevatori di bovini originari della bassa milanese che, durante i mesi estivi portavano le loro mandrie nei pascoli più privilegiati. Durante lo stesso periodo il comune comune costruì appositamente abitazioni e Casere per la realizzazione dei formaggi ancora oggi visibili negli alpeggi in alta quota. Durante i mesi estivi erano 800 i capi di bestiame e scendevano a 40 durante i mesi invernali.
All'inizio del XX secolo, prima dello scoppio della Prima guerra mondiale, a Sottochiesa come in tutta la valle si assisti nuovamente ad un'altra ondata migratoria che decimò il numero di abitanti. Numerosi furono gli abitanti di Peghera, che emigrando negli Stati Uniti a New York trovarono fortuna costituendo famiglia. Anche la Gran Bretagna divenne una meta privilegiata. Molti si re-impiegarono nell'attività di ristoratori o altri nelle imprese boschive facendo fortuna in Francia non facendo più ritorno.
Contestualmente allo scoppio del primo conflitto mondiale, nel 1916 tutto il territorio della Val Brembana venne dichiarato zona di polizia militare. A Sottochiesa non fecero più ritorno 8  caduti, oggi ricordati presso il monumento nei pressi della Chiesa parrocchiale e nel cimitero.
Durante il ventennio fascista a Peghera fiorirono diverse attività ricettive, la Trattoria Arrigoni con stallo e alloggio che poi diventerà Ristorante Liberty, un po’ più tardi, quasi fuori paese, apre anche il Ristorante Belvedere.
In seguito all'invasione dell'Italia, da parte dell'esercito tedesco, la Val Taleggio diventa terreno di transito per i prigionieri evasi dal carcere di Bergamo in transito verso la Svizzera.
Nel dopoguerra si assistette al fenomeno dello spopolamento, causato dalle difficili condizioni economiche lasciate dalla guerra. Privilegiate furono la bassa lodigiana e cremonese, dove numerosi mandriani poterono continuare l'attività agricola precedentemente esercitata nelle malghe. Tale fenomeno si accentuo dopo il 1954 quando, piogge intense devastarono completamente la strada che percorre gli orridi, di fatto interrompendo le comunicazioni con la Valle, nonostante Peghera rimanesse collegata tramite Gerosa e la val Brembilla.
Durante gli anni del boom economico, l'abitato divenne un centro di seconde case, tanto che, a partire dagli anni '70 venne costruito un piccolo comprensorio sciistico, oggi in disuso con l'obbiettivo di rendere il paese una popolare stazione invernale.

## Monumenti e luoghi di interesse

### Architetture religiose

#### Chiesa parrocchiale di San Giacomo Maggiore

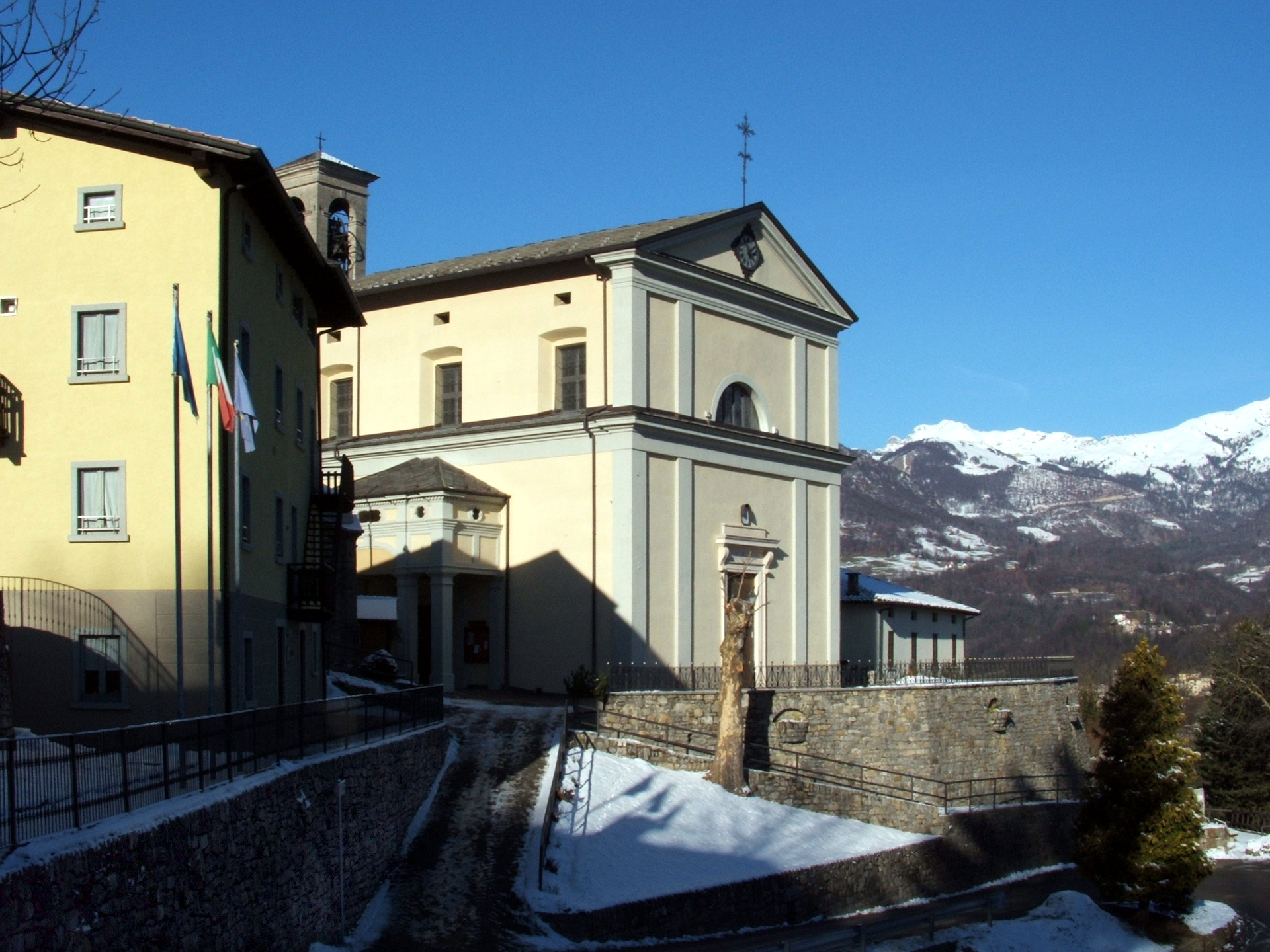
La chiesa parrocchiale di San Giacomo Maggiore

La prima indicazione di una chiesa intitolata a san Giacomo Maggiore nella località di Peghera è inserita nel “Liber notitiae Sanctorum Mediolani” di Goffredo da Bussero della diocesi di Milano. Il 25 agosto 1474 fu retta canonicamente a parrocchiale autonoma con atto rogato da Costanzo Salvioni. L'edificio fu consacrato e intitolato a san Giacomo Maggiore dall'arcivescovo di Milano Guidantonio Arcimboldi.
Il passaggio dalla diocesi milanese a quella orobica fu conseguente alla nuova definizione dei confini diocesani e durò il triennio 1784-1787. Ebbe inizio con l'autorizzazione delle autorità civili e successivamente con l'intervento della Sacra Congregazione concistoriale nel 1784, autorizzazione poi completata con la bolla di papa Pio VI del 13 novembre 1786, e nel 1787 dalle autorità ecclesiastiche dell'episcopio venendo subito inserita nella circoscrizione del vicariato della chiesa della frazione Sottochiesa.
Nella prima metà dell'Ottocento la chiesa fu oggetto di lavori di miglioramento, per essere poi completamente ricostruita. Il 16 aprile 1868 fu posta della prima pietra del nuovo edificio, su progetto di Giuseppe Arrigoni. La chiesa doveva essere ultimata nel 1871, quando risulta che fu benedetta. La chiesa fu consacrata dal vescovo Giacomo Radini-Tedeschi nel 1906 e mantenuta nella medesima intitolazione. In quell'occasione furono donate le reliquie dei santi Vincenzo, Placido e Valentino che furono sigillate nel nuovo altare maggiore.
Nel Novecento furono eseguiti decori e pitture della volta, e lavori di mantenimento e ammodernamento con la posa del nuovo altare in ottemperanza all'adeguamento liturgico delle chiese.
Con decreto del 27 maggio 1979 del vescovo Giulio Oggioni la parrocchiale è inserita nel vicariato locale di San Giovanni Bianco-Sottochiesa.

#### Chiesa di Santa Maria Annunziata
La chiesa venne edificata sulla fine del 1700 nella contrada di Asturi in sostituzione di un'antica cappelletta con il concorso del lascito di un pio "Testatore" e delle elemosine e fatiche degli abitanti di Peghera, della Costa e del Fronte. Nel 1812 la chiesa venne inizialmente abbellita con l'aggiunta della trabeazione. I lavori proseguirono nel 1914 con il completamento dell'apparato decorativo. Tra il 1953 e il 1954 la chiesa fu sottoposta ad un ulteriore intervento di restauro generale. All'ultimo decennio del XX secolo risale l'adeguamento liturgico eseguito in ottemperanza alle disposizioni del Concilio Vaticano II. Il nuovo altare rivolto verso il popolo è realizzato in metallo.

## Economia
L'economia di Peghera è strettamente legata all'allevamento di bovini per la produzione di latte e carne. Questa attività agropecuaria è stata una componente fondamentale della vita economica e culturale della comunità locale per molti decenni. Dal 1700 fino alla seconda metà del '900 era presente il fenomeno dei bergamini, abitanti della pianura milanese e lodigiana che d'estate migravano negli alpeggi della valle con il bestiame. A causa delle difficili condizioni economiche, dello spopolamento e dell'avvento tecnologico con la modernizzazione delle tecniche di allevamento, questo fenomeno scomparì lentamente ed inesorabilmente nel secondo dopoguerra. Tuttavia esistono nel paese alcune importanti realtà commerciali legate alla produzione dei formaggi locali. 